# 国道303号

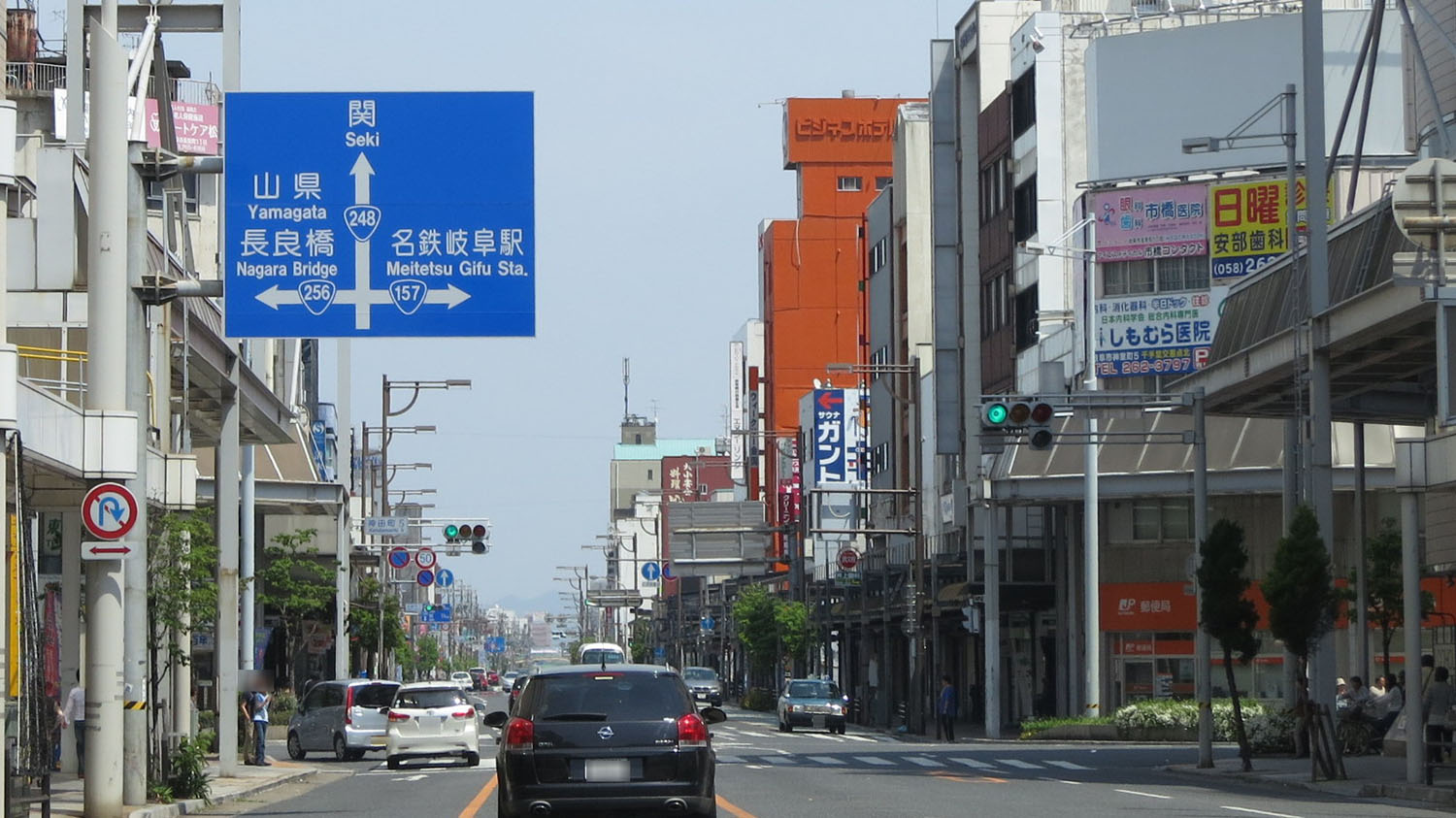
国道303号 起点
岐阜県岐阜市 神田町5丁目交差点
（国道256号 起点）

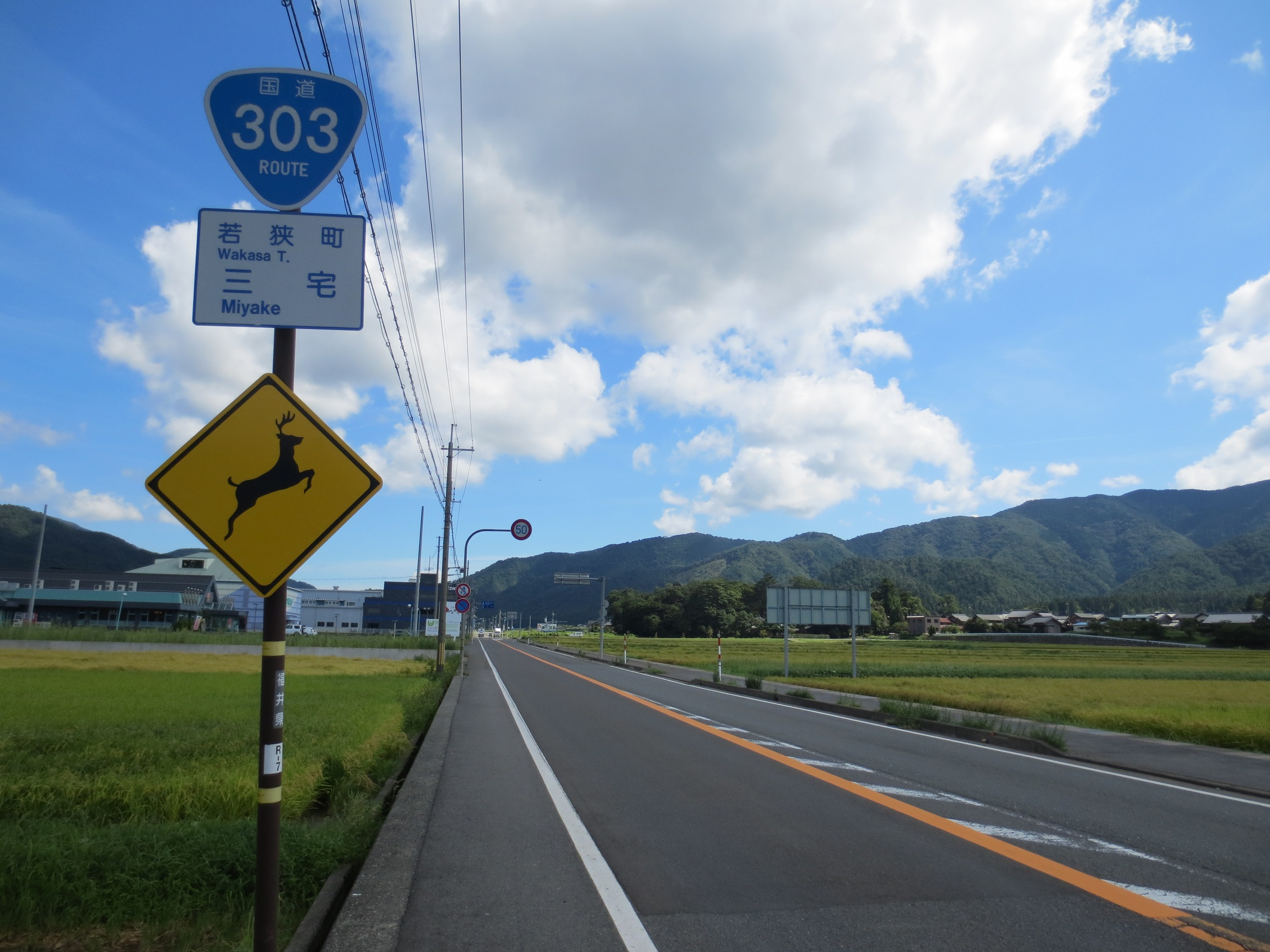
国道303号 終点
三方上中郡若狭町 三宅交差点付近
（2013年9月）

国道303号（こくどう303ごう）は、岐阜県岐阜市から福井県三方上中郡若狭町に至る一般国道である。

## 概要
起点の岐阜市から岐阜地区および西濃地区の北側を通り、滋賀県では琵琶湖の北側に位置する長浜市や高島市を経由する。その後福井県に入り旧鯖街道の宿場でもある熊川宿を経て、終点の三方上中郡若狭町に至る路線である。概ね山間部を通行する路線で、国道161号と重複する湖北バイパスは大半が立体交差化された暫定2車線、その他の区間は片側1車線の道路が確保されている。

### 路線データ
一般国道の路線を指定する政令に基づく起終点および重要な経過地は次のとおり。
- 起点：岐阜市（徹明町、神田町5交差点 = 国道157号上、国道248号交点、国道256号起点）
- 終点：福井県遠敷郡上中町[注釈 2]（三宅交差点 = 国道27号交点、国道367号終点）
- 重要な経過地：岐阜県本巣郡北方町、同県本巣郡糸貫町[注釈 3]、同県揖斐郡揖斐川町[注釈 4]、同郡藤橋村[注釈 4]、滋賀県伊香郡木之本町[注釈 5]、同郡西浅井町[注釈 5]、同県高島郡マキノ町[注釈 6]、同郡今津町[注釈 6]
- 総延長 : 120.8 km（福井県 5.7 km、岐阜県 60.8 km、滋賀県 54.2 km）重用延長を含む。[2][注釈 7]
- 重用延長 : 24.1 km（福井県 - km、岐阜県 10.5 km、滋賀県 13.6 km）[2][注釈 7]
- 未供用延長 : なし[2][注釈 7]
- 実延長 : 96.7 km（福井県 5.7 km、岐阜県 50.4 km、滋賀県 40.6 km）[2][注釈 7]
  - 現道 : 94.3 km（福井県 5.7 km、岐阜県 49.6 km、滋賀県 39.0 km）[2][注釈 7]
  - 旧道 : 2.4 km（福井県 - km、岐阜県 0.8 km、滋賀県 1.6 km）[2][注釈 7]
  - 新道 : なし[2][注釈 7]
- 指定区間：国道8号、国道161号と重複する区間（滋賀県長浜市・千田北交差点 - 塩津浜交差点、高島市マキノ町野口 - 弘川交差点）[3]

## 歴史

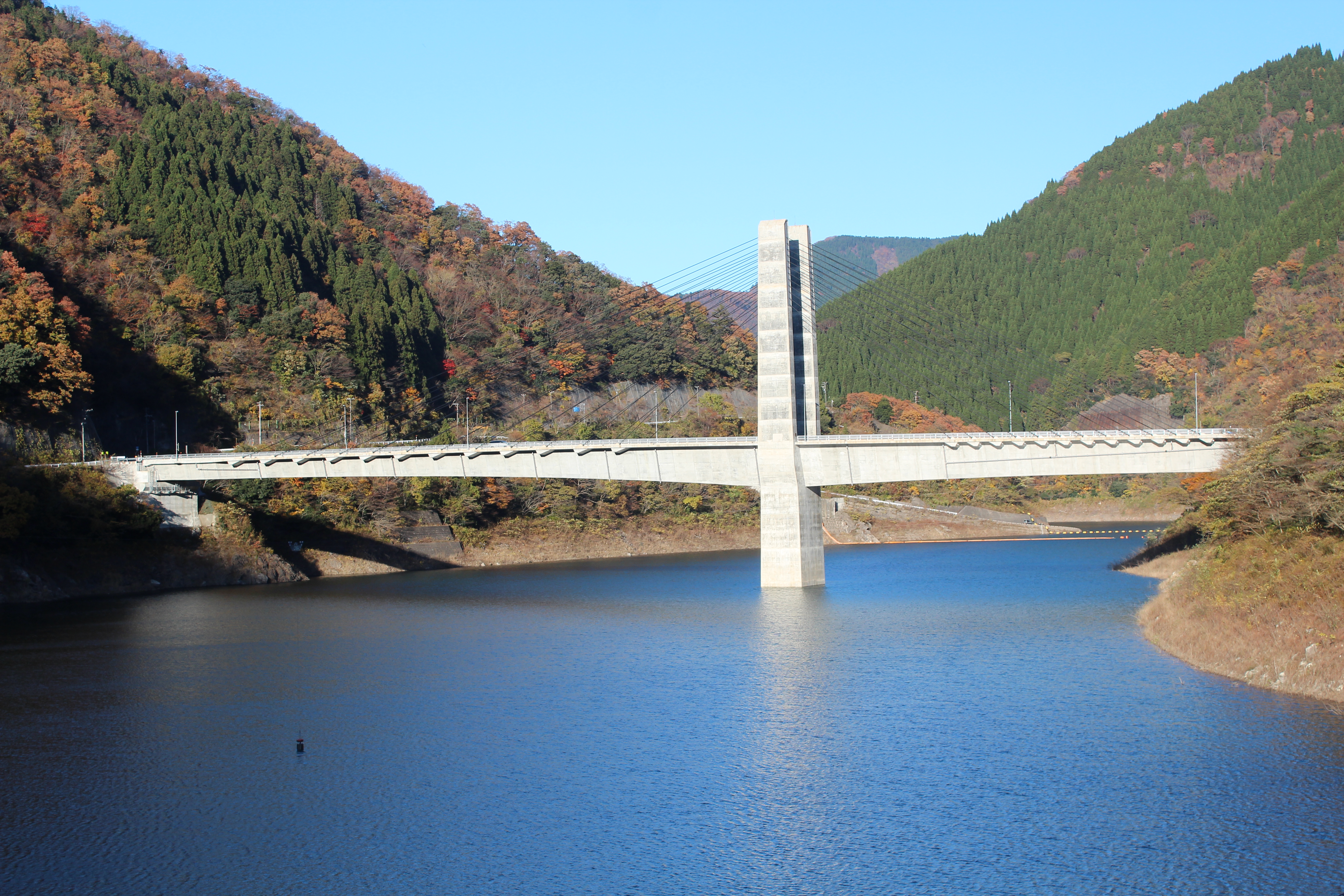
下流から見た揖斐川の奥いび湖にかかる国道303号の奥いび湖大橋（岐阜県揖斐郡揖斐川町、2011年6月16日開通）

- 1970年（昭和45年）4月1日 - 一般国道303号（岐阜市 - 福井県遠敷郡上中町）として指定施行[4]。
- 2001年（平成13年）4月26日 - 八草トンネルが開通[5]。
- 2008年（平成20年）11月14日 - 川上・八草バイパスが全線開通。
- 2011年（平成23年）6月16日 - 岐阜県揖斐郡揖斐川町の横山ダム（奥いび湖）に架かる奥いび湖大橋が開通。これにより全線が最低でも2車線で結ばれることになる（ただし、従来の国道（旧道）は横山ダムの堤体上を通過するように道路の用に供されており、そのときも実質2車線での通行は可能であった。しかし、河川管理上、防災上等諸々の理由により大変問題があるとして、道路管理者である岐阜県ではなく、河川管理者である国土交通省中部地方整備局（横山ダム工事事務所（当時））により、バイパスとして奥いび湖大橋と前後の取り付け道路が整備された上で、奥いび湖大橋開通後に横山ダムの堤体上は一般の交通ができないよう閉鎖されたという経緯がある。）。

## 路線状況
かつては八草峠をはじめとして狭隘区間が多かったが、現在はバイパス道路やトンネルの建設による改良が進んでおり、通行の困難性は解消されつつある。岐阜県揖斐郡揖斐川町 - 滋賀県長浜市木之本町の川上・八草バイパス、金居原バイパスも2008年（平成20年）11月14日に全線開通した。長浜市木之本町木之本付近は狭隘な旧道も未だに国道に指定されており、半ば酷道の様相を呈している。

### 通称
- 岐阜東西通り（岐阜市・国道157号重複区間）
- 忠節橋通り（岐阜市・国道157号重複区間）
- 西美濃ナツツバキ街道（本巣市、揖斐川町）
- 鯖街道、若狭街道（国道367号重複区間）

### バイパス道路
- 西横山バイパス（事業中）
- 川上・八草バイパス
- 金居原バイパス
- 塩津バイパス（国道8号と重複する区間）

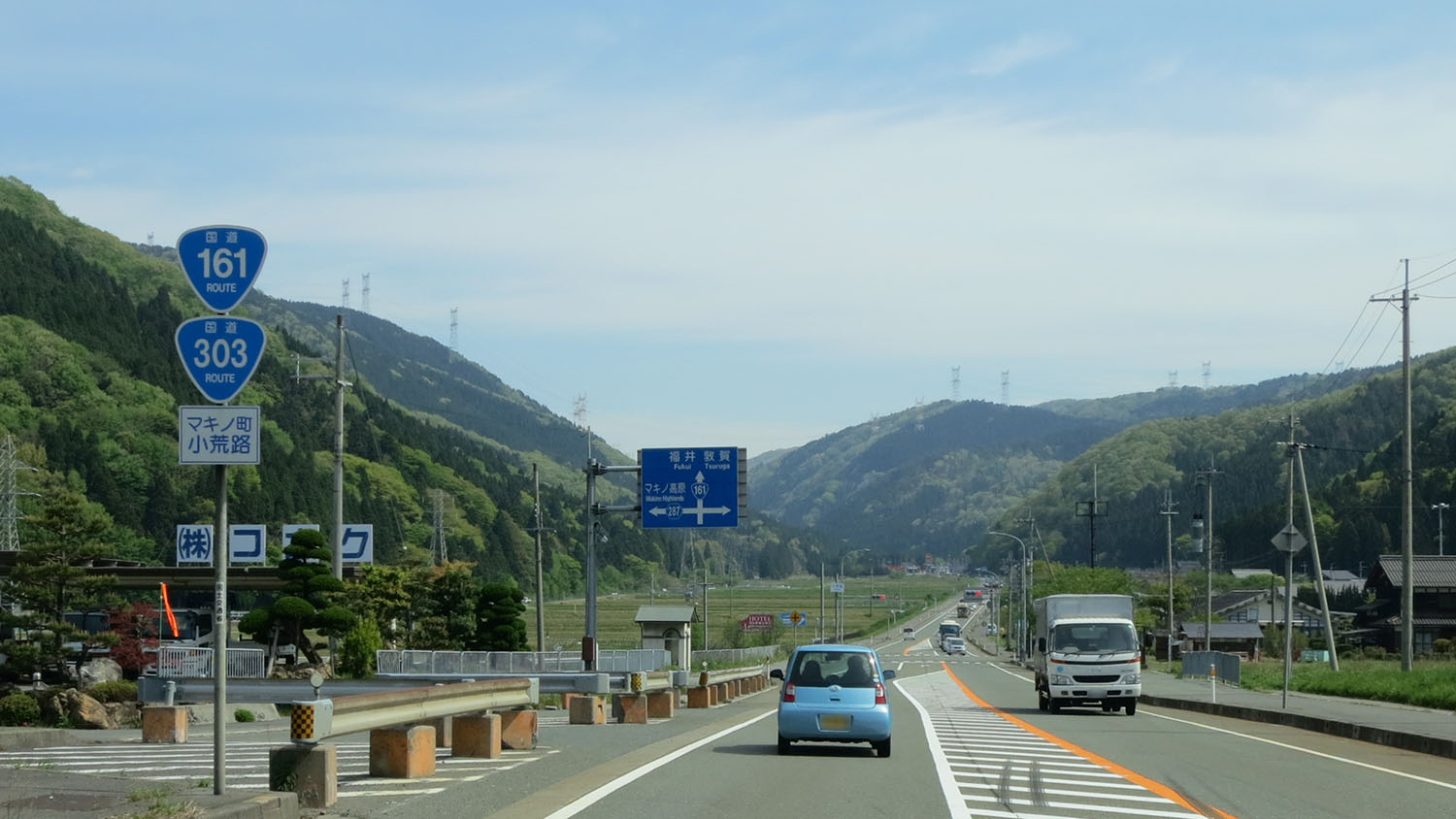
湖北バイパス
滋賀県高島市マキノ町
国道161号との重複

- 湖北バイパス（国道161号と重複する区間）

### 重複区間

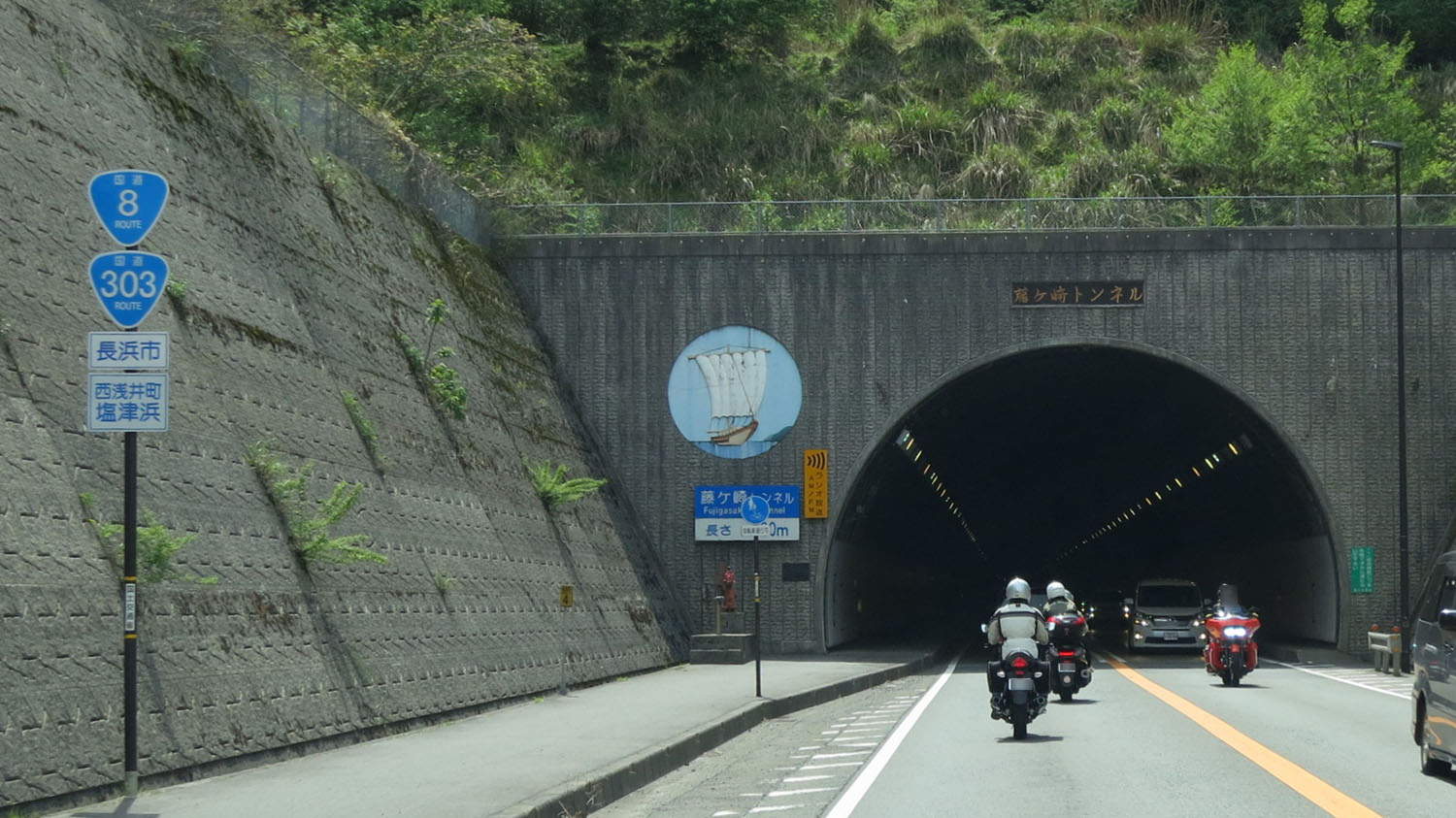
国道8号との重複
滋賀県長浜市西浅井町

- 国道157号（岐阜県岐阜市徹明町・神田町5交差点（起点） - 本巣市・三橋交差点）
- 国道417号（岐阜県揖斐郡揖斐川町三輪 - 揖斐郡揖斐川町東横山）
- 国道365号（滋賀県長浜市木之本町田部・田部東交差点 - 長浜市木之本町黒田・木之本IC口交差点）
- 国道8号（滋賀県長浜市木之本町千田・千田北交差点 - 長浜市西浅井町塩津浜・塩津浜交差点）
- 国道161号（滋賀県高島市マキノ町野口 - 高島市今津町弘川・弘川交差点）（湖北バイパス）
- 国道367号（滋賀県高島市今津町保坂・保坂交差点 - 福井県三方上中郡若狭町・三宅交差点（終点））

### 道路施設

#### 橋梁
- 忠節橋（長良川、岐阜県岐阜市、国道157号重複区間）
- 尻毛橋（伊自良川、岐阜市、国道157号重複区間）
- 薮川橋（根尾川、本巣市 - 揖斐郡大野町）
- 久瀬大橋（揖斐川、岐阜県揖斐郡揖斐川町）
- 名倉大橋（揖斐川、揖斐郡揖斐川町）
- 奥いび湖大橋（揖斐川奥いび湖、揖斐郡揖斐川町）

#### 道の駅
- 岐阜県
  - 星のふる里ふじはし（揖斐郡揖斐川町東横山）
  - 夜叉ケ池の里さかうち（揖斐郡揖斐川町坂内）
- 滋賀県
  - 塩津海道 あぢかまの里（長浜市西浅井町塩津浜）
  - マキノ追坂峠（高島市マキノ町海津）
- 福井県
  - 若狭熊川宿（三方上中郡若狭町熊川）

### 交通量
24時間交通量（平成27年度道路交通センサス）
| 都道府県名 | 地点                 | 台数   |
| ---------- | -------------------- | ------ |
| 岐阜県     | 揖斐郡大野町相羽     | 13,061 |
| 滋賀県     | 長浜市西浅井町八田部 | 08,689 |
| 滋賀県     | 高島市今津町杉山     | 07,699 |
| 福井県     | 三方上中郡若狭町熊川 | 07,379 |

## 地理

### 通過する自治体
- 岐阜県
  - 岐阜市 - 本巣郡北方町 - 本巣市 - 揖斐郡大野町 - 揖斐郡揖斐川町
- 滋賀県
  - 長浜市 - 高島市
- 福井県
  - 三方上中郡若狭町

### 交差する道路
| 交差する道路                                                                         | 交差する場所 | 交差する場所 | 交差する場所 | 交差する場所       | 備考                                                               |
| ------------------------------------------------------------------------------------ | ------------ | ------------ | ------------ | ------------------ | ------------------------------------------------------------------ |
| 国道157号 国道248号（岐阜県道92号岐阜巣南大野線重複） 国道256号                      | 岐阜県       | 岐阜市       | 岐阜市       | 神田町5            | 本巣市三橋南まで国道157号と重複 千手堂まで岐阜県道53号・92号と重複 |
| 岐阜県道54号岐阜停車場線 岐阜県道151号岐阜羽島線                                     | 岐阜県       | 岐阜市       | 岐阜市       | 金町5              | 千手堂まで岐阜県道151号と重複                                      |
| 岐阜県道53号岐阜関ケ原線 （岐阜県道92号岐阜巣南大野線・岐阜県道151号岐阜羽島線重複） | 岐阜県       | 岐阜市       | 岐阜市       | 千手堂             |                                                                    |
| 岐阜県道152号岐阜各務原線                                                            | 岐阜県       | 岐阜市       | 岐阜市       | 真砂町3            |                                                                    |
| 岐阜県道287号上白金真砂線                                                            | 岐阜県       | 岐阜市       | 岐阜市       | 忠節橋南           |                                                                    |
| 岐阜県道91号岐阜美山線 岐阜県道163号墨俣合渡岐阜線                                   | 岐阜県       | 岐阜市       | 岐阜市       | 忠節橋北           | 池ノ上町4まで岐阜県道163号と重複                                   |
| 岐阜県道163号墨俣合渡岐阜線                                                          | 岐阜県       | 岐阜市       | 岐阜市       | 池ノ上町4          |                                                                    |
| 岐阜県道77号岐阜環状線                                                               | 岐阜県       | 岐阜市       | 岐阜市       | 北島7              |                                                                    |
| 岐阜県道173号文殊茶屋新田線                                                          | 岐阜県       | 岐阜市       | 岐阜市       | 下尻毛             | 下尻毛西まで岐阜県道173号と重複                                    |
| 岐阜県道173号文殊茶屋新田線                                                          | 岐阜県       | 岐阜市       | 岐阜市       | 下尻毛西           |                                                                    |
| 岐阜県道23号北方多度線 岐阜県道159号北方真正大野線                                   | 岐阜県       | 本巣市       | 本巣市       | 上真桑北畑         |                                                                    |
| 国道157号                                                                            | 岐阜県       | 本巣市       | 本巣市       | 三橋南             |                                                                    |
| 岐阜県道156号曽井中島美江寺大垣線                                                    | 岐阜県       | 本巣市       | 本巣市       | （早野）           |                                                                    |
| 岐阜県道169号石神七五三線                                                            | 岐阜県       | 本巣市       | 本巣市       | 七五三             |                                                                    |
| 岐阜県道170号田之上屋井線                                                            | 岐阜県       | 本巣市       | 本巣市       | （屋井）           |                                                                    |
| 岐阜県道78号岐阜大野線                                                               | 岐阜県       | 揖斐郡       | 大野町       | 黒野               |                                                                    |
| 岐阜県道92号岐阜巣南大野線 岐阜県道266号深坂大野線                                   | 岐阜県       | 揖斐郡       | 大野町       | 大野交番西         |                                                                    |
| 旧岐阜県道264号公郷中之元線                                                          | 岐阜県       | 揖斐郡       | 大野町       | （中之元）         |                                                                    |
| 岐阜県道265号中之元古川線                                                            | 岐阜県       | 揖斐郡       | 大野町       | 消防本部           |                                                                    |
| 岐阜県道263号本庄揖斐川線                                                            | 岐阜県       | 揖斐郡       | 揖斐川町     | （長良）           |                                                                    |
| 国道417号 岐阜県道251号揖斐川谷汲山線                                                | 岐阜県       | 揖斐郡       | 揖斐川町     | 上新町             | 奥いび湖大橋まで 国道417号と重複                                   |
| 岐阜県道267号神原揖斐川線                                                            | 岐阜県       | 揖斐郡       | 揖斐川町     | 上南方             |                                                                    |
| 岐阜県道271号揖斐峡公園線                                                            | 岐阜県       | 揖斐郡       | 揖斐川町     | （北方）           |                                                                    |
| 岐阜県道40号山東本巣線                                                               | 岐阜県       | 揖斐郡       | 揖斐川町     | 乙原               |                                                                    |
| 岐阜県道268号神原西津汲線                                                            | 岐阜県       | 揖斐郡       | 揖斐川町     | 東津汲             |                                                                    |
| 岐阜県道254号藤橋池田線                                                              | 岐阜県       | 揖斐郡       | 揖斐川町     | （西横山）         |                                                                    |
| 岐阜県道254号藤橋池田線                                                              | 岐阜県       | 揖斐郡       | 揖斐川町     | （東横山）         |                                                                    |
| 国道417号                                                                            | 岐阜県       | 揖斐郡       | 揖斐川町     | 奥いび湖大橋       |                                                                    |
| 岐阜県道274号揖斐高原線                                                              | 岐阜県       | 揖斐郡       | 揖斐川町     | （坂内坂本）       |                                                                    |
| 滋賀県道284号杉本余呉線                                                              | 滋賀県       | 長浜市       | 長浜市       | （木之本町杉本）   |                                                                    |
| 滋賀県道281号川合千田線 滋賀県道285号中河内木之本線                                  | 滋賀県       | 長浜市       | 長浜市       | （木之本町川合）   |                                                                    |
| 国道365号                                                                            | 滋賀県       | 長浜市       | 長浜市       | 田部東             |                                                                    |
| 国道365号                                                                            | 滋賀県       | 長浜市       | 長浜市       | 東横町             |                                                                    |
| 国道8号                                                                              | 滋賀県       | 長浜市       | 長浜市       | 千田北             | 塩津まで国道8号と重複                                              |
| 国道365号                                                                            | 滋賀県       | 長浜市       | 長浜市       | 木之本             | 木之本IC口まで国道365号と重複                                      |
| 北陸自動車道木之本IC 国道365号                                                       | 滋賀県       | 長浜市       | 長浜市       | 木之本IC口         |                                                                    |
| 滋賀県道44号木之本長浜線 滋賀県道514号飯浦大音線                                     | 滋賀県       | 長浜市       | 長浜市       | 大音               |                                                                    |
| 滋賀県道514号飯浦大音線                                                              | 滋賀県       | 長浜市       | 長浜市       | （木之本町飯浦）   |                                                                    |
| 滋賀県道336号塩津浜飯浦線                                                            | 滋賀県       | 長浜市       | 長浜市       | 飯浦               |                                                                    |
| 滋賀県道336号塩津浜飯浦線                                                            | 滋賀県       | 長浜市       | 長浜市       | （西浅井町塩津浜） |                                                                    |
| 滋賀県道33号西浅井余呉線                                                             | 滋賀県       | 長浜市       | 長浜市       | （西浅井町祝山）   |                                                                    |
| 国道8号                                                                              | 滋賀県       | 長浜市       | 長浜市       | 塩津               |                                                                    |
| 滋賀県道512号葛籠尾崎塩津線                                                          | 滋賀県       | 長浜市       | 長浜市       | （西浅井町岩熊）   |                                                                    |
| 滋賀県道286号大浦沓掛線 滋賀県道557号西浅井マキノ線                                  | 滋賀県       | 長浜市       | 長浜市       | 永原               |                                                                    |
| 国道161号                                                                            | 滋賀県       | 高島市       | 高島市       | 野口               | 弘川まで国道161号と重複                                            |
| 滋賀県道287号小荒路牧野沢線                                                          | 滋賀県       | 高島市       | 高島市       | 小荒路             |                                                                    |
| 滋賀県道557号西浅井マキノ線 滋賀県道54号海津今津線                                   | 滋賀県       | 高島市       | 高島市       | 海津               | 西浜まで滋賀県道54号と重複                                         |
| 滋賀県道54号海津今津線                                                               | 滋賀県       | 高島市       | 高島市       | 西浜               |                                                                    |
| 滋賀県道287号小荒路牧野沢線 滋賀県道335号今津マキノ線                                | 滋賀県       | 高島市       | 高島市       | 沢                 |                                                                    |
| 滋賀県道534号藺生日置前線                                                            | 滋賀県       | 高島市       | 高島市       | 日置前王塚         |                                                                    |
| 国道161号 滋賀県道54号海津今津線                                                     | 滋賀県       | 高島市       | 高島市       | 弘川               |                                                                    |
| 滋賀県道534号藺生日置前線                                                            | 滋賀県       | 高島市       | 高島市       | （今津町藺生）     |                                                                    |
| 国道367号                                                                            | 滋賀県       | 高島市       | 高島市       | 保坂               | 終点まで国道367号と重複                                            |
| 福井県道130号河内熊川線                                                              | 福井県       | 三方上中郡   | 若狭町       | （熊川）           |                                                                    |
| 福井県道130号河内熊川線                                                              | 福井県       | 三方上中郡   | 若狭町       | 熊川小学校前       |                                                                    |
| 福井県道218号新道安賀里線                                                            | 福井県       | 三方上中郡   | 若狭町       | 新道緑地公園角     |                                                                    |
| 国道27号                                                                             | 福井県       | 三方上中郡   | 若狭町       | 三宅               |                                                                    |

### 主な峠
- 岐阜県
  - 八草峠（揖斐郡揖斐川町 - 滋賀県長浜市）

2001年（平成13年）4月26日に八草トンネルが開通。旧道は落石や道路欠損のため通年通行不可。
  - 万路越（長浜市 - 高島市）

1984年（昭和59年）7月に峠のやや北に奥琵琶トンネルが開通。この峠はそれまで道路が通されたことがなく通年通行不可[注釈 8]。
  - 七里半越（高島市）

追坂峠を含む峠。最高点は福井県敦賀市との境にある。
  - 追坂峠（高島市）

国道161号重複区間。
  - 水坂峠（高島市）

1985年（昭和60年）6月18日に水坂トンネルが開通。旧道は期間を定めた冬季閉鎖を行っておらず通年通行可能だが、突然の大雪の際に閉鎖されることもある。
  - 寒風峠（高島市）

1980年（昭和55年）度下半期に寒風トンネルが開通。旧道は廃道のため通行不可。路肩や法面も一部崩壊しており立ち入るのも危険である。

## ギャラリー

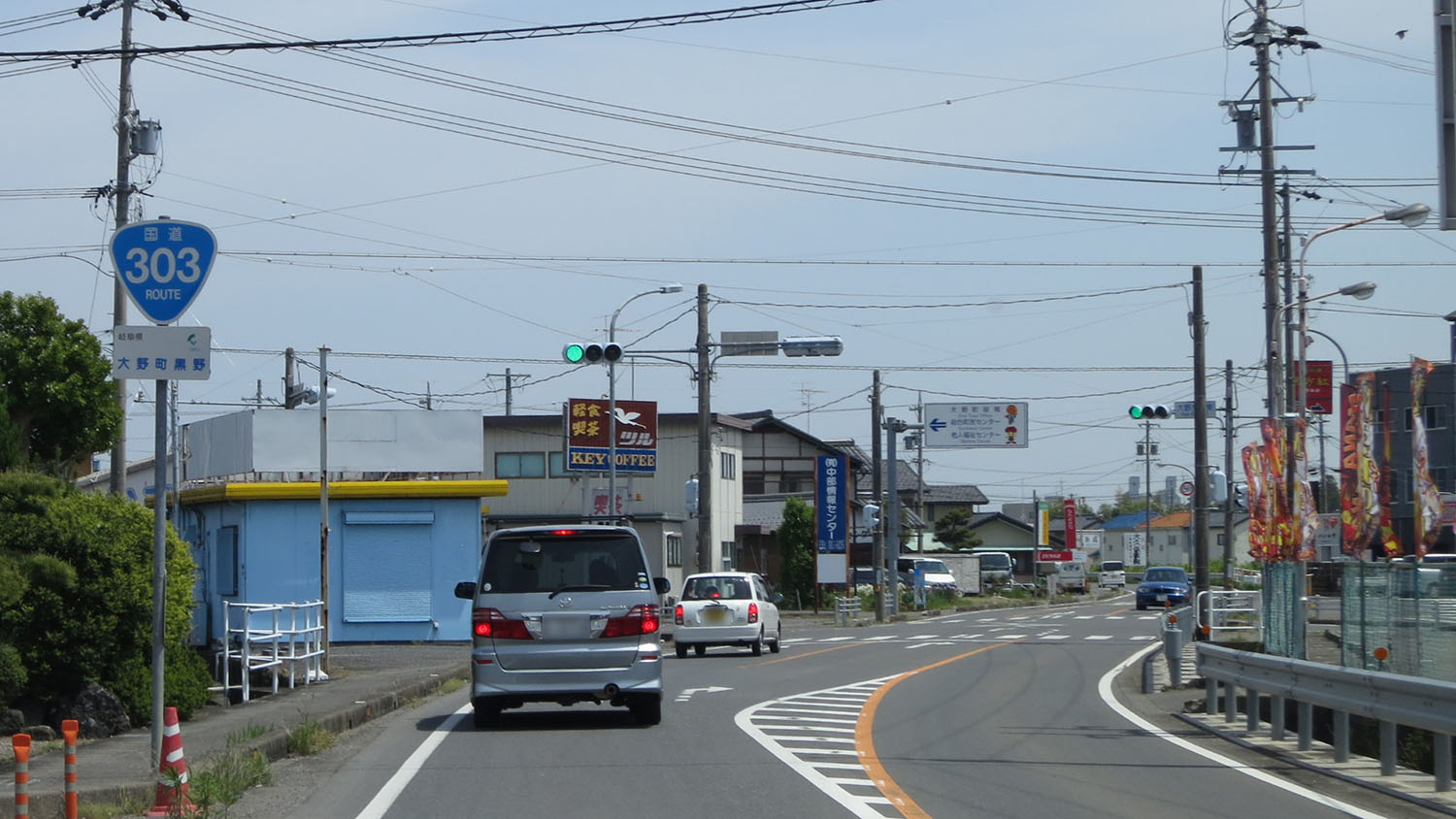
岐阜県揖斐郡大野町
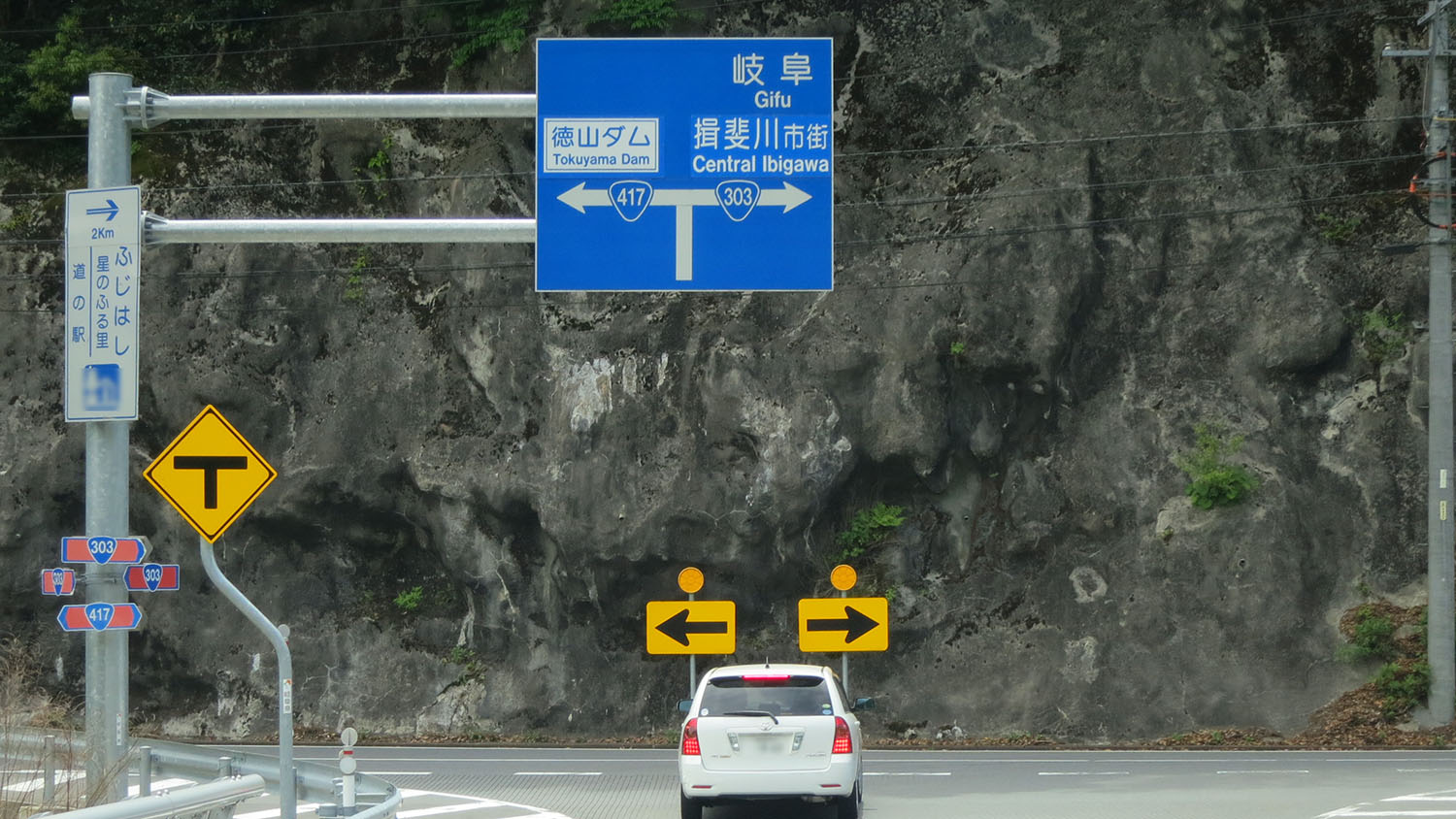
国道417号との分岐 岐阜県揖斐郡揖斐川町
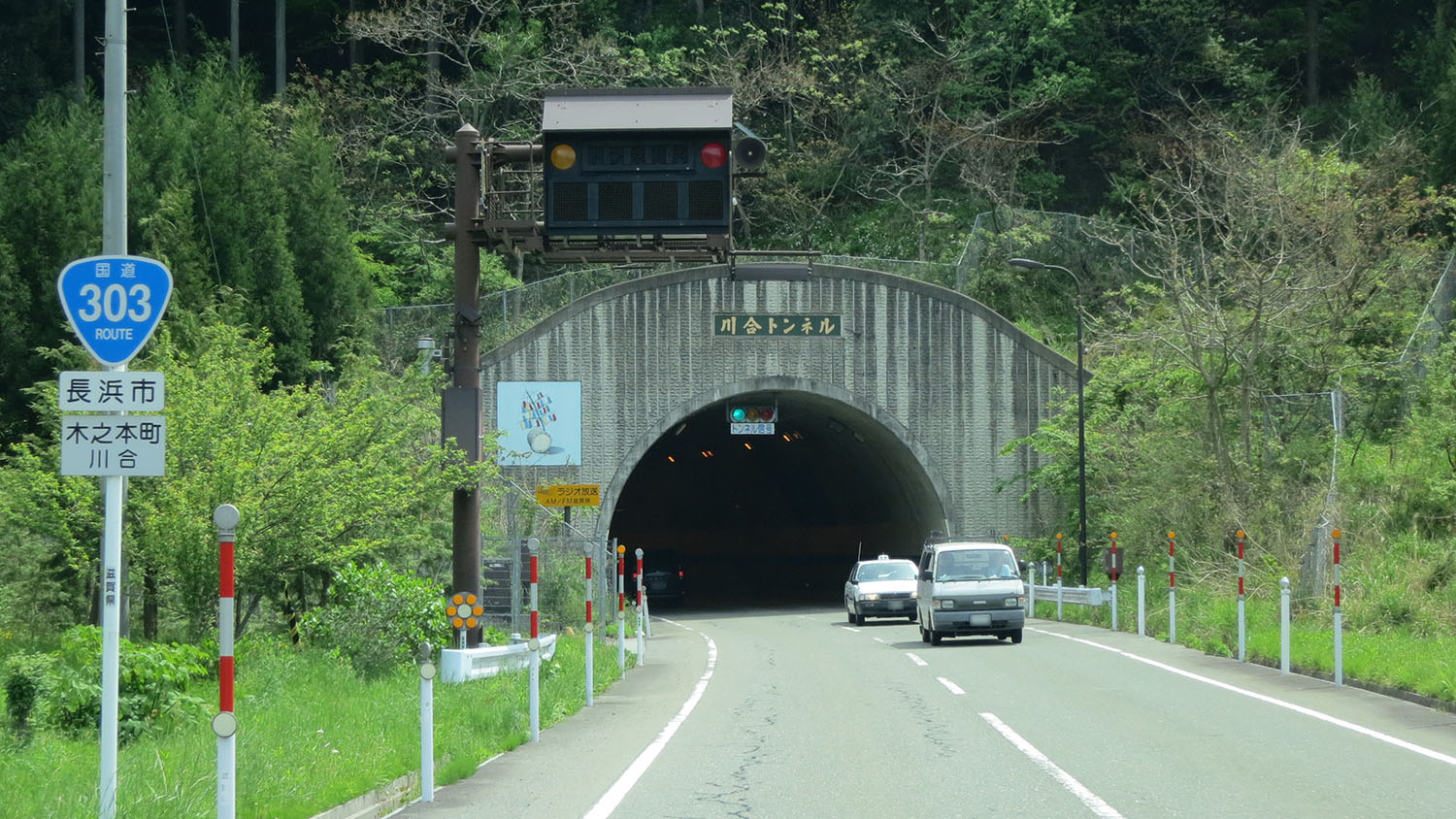
滋賀県長浜市木之本町
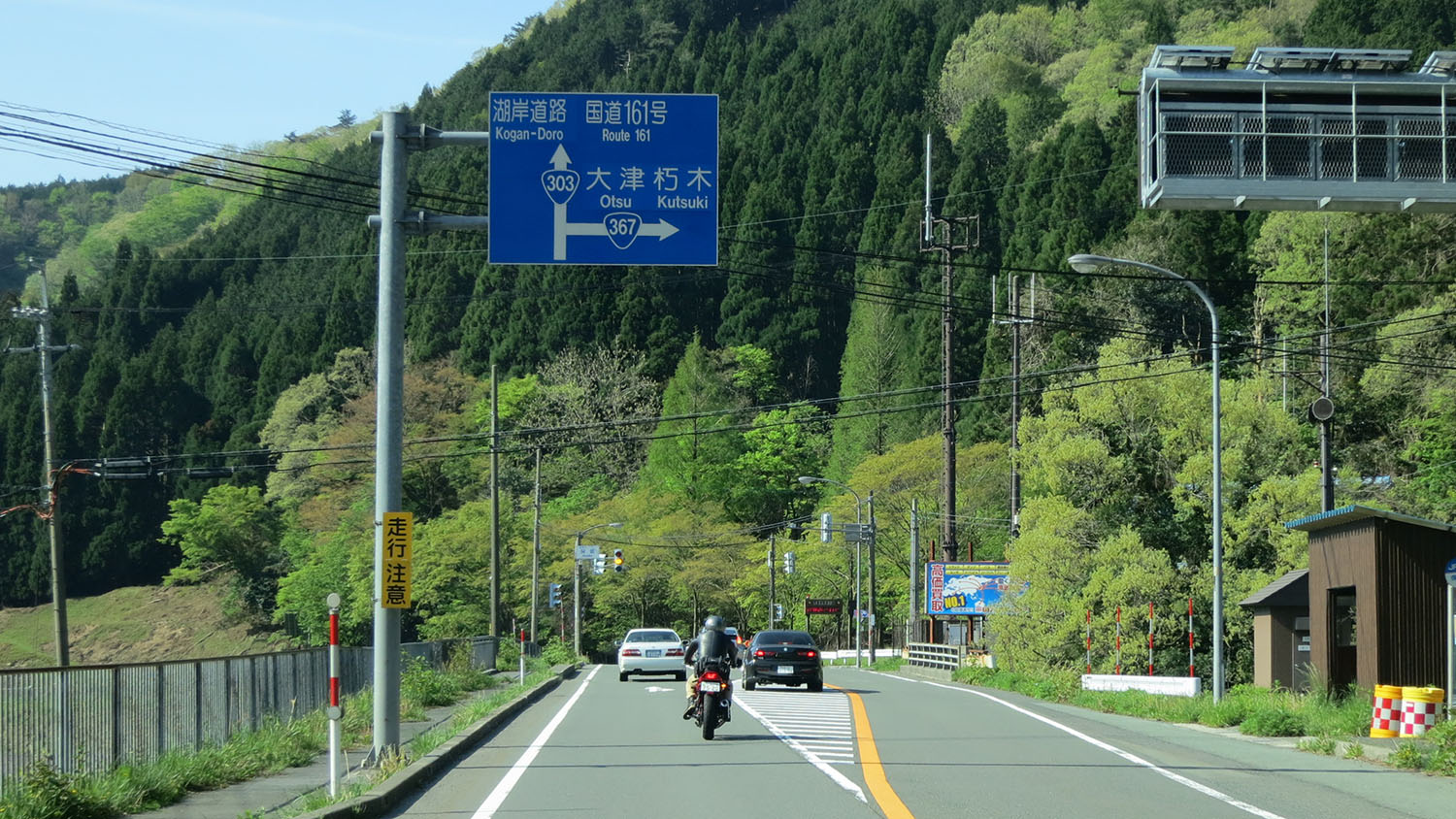
国道367号との分岐 滋賀県高島市今津町
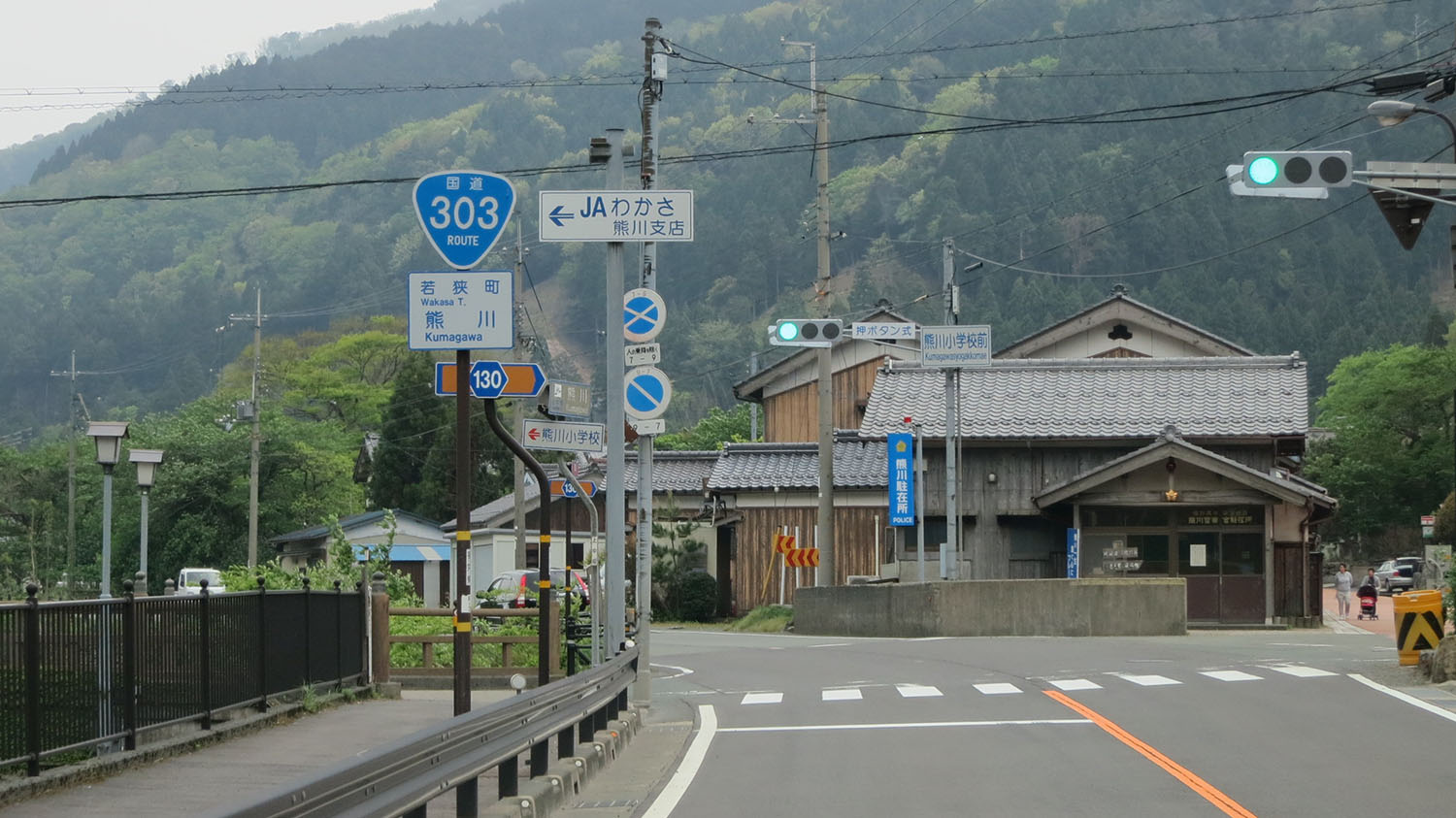
福井県三方上中郡 若狭町熊川